# Ózd
Ózd é uma cidade da Hungria, situada no condado de Borsod-Abaúj-Zemplén. Tem 91,81 km² de área e sua população em 2019 foi estimada em 32.564 habitantes.